# Nazionale B di calcio dell'Inghilterra
La nazionale B di calcio dell'Inghilterra è la seconda squadra della nazionale di calcio inglese che occasionalmente funge da supporto e sviluppo per la prima squadra. Nel tempo, la formazione ha affrontato le squadre di altre nazioni e giocato partite contro altre formazioni B delle rispettive nazionali. Fin dalla creazione della squadra nel 1947, sono state giocate 54 partite ufficiali e 3 non ufficiali.

## Storia

L'inglese Middleton para un tiro dell'azzurro Cappello durante l'incontro tra Italia B e Inghilterra B, giocato allo stadio San Siro di Milano l'11 maggio 1950.

La squadra B fu proposta per la prima volta dall'allora C.T. Walter Winterbottom come metodo per far fare esperienza ai giocatori in vista della convocazione nella nazionale maggiore (l'Under-21 verrà infatti creata solo nel 1976). Fu lui ad organizzare la prima partita non ufficiale, usando il nome "Inghilterra B", che si giocò a Ginevra il 21 febbraio 1947 contro la Svizzera B, che terminò 0-0. Le partite si rivelarono, come previsto, un'utile introduzione alla squadra principale: fu così che la formazione B venne riconosciuta dalla Football Association. Il primo match ufficiale si giocò nel 1949 e vide la vittoria degli inglesi per 4-0 contro la nazionale di calcio finlandese.
La frequenza delle gare dipende essenzialmente dall'allenatore della nazionale. Per esempio, la squadra B non disputò alcun incontro internazionale tra il 1957 e il 1958, e non fu organizzata né sotto la guida di Alf Ramsey né di Don Revie. La squadra B tornò ad essere utilizzata con Ron Greenwood, mentre tra gli utilizzatori più frequenti ci fu Bobby Robson: sotto la sua guida la squadra B disputò 9 partite tra il 1989 e il 1990. Questo periodo vide l'ingresso in prima squadra di Paul Gascoigne dopo aver giocato diverse partite con la squadra B. Sven-Göran Eriksson fece disputare solo un incontro durante il suo incarico come allenatore dell'Inghilterra: la partita si tenne il 25 maggio 2006 contro la Bielorussia e fu organizzata in preparazione al Campionato mondiale di calcio 2006 tenutosi in Germania. L'Inghilterra venne sconfitta per 2-1, nonostante il gol di Jermaine Jenas. Il match vide anche l'esordio di Theo Walcott come più giovane giocatore della storia della squadra ma, trattandosi di un incontro non ufficiale, il record non venne riconosciuto come valido. Il giovane dovette aspettare la vittoria per 3-1 nell'amichevole contro l'Ungheria per sancire il suo esordio ufficiale, a 17 anni e 75 giorni, diventando il più giovane giocatore ad aver vestito la maglia dell'Inghilterra.
Il successore di Eriksson, Steve McClaren, fece disputare un'unica partita contro l'Albania il 25 maggio 2007 al Turf Moor di Burnley, vinta per 3-1: la gara fu giocata in preparazione della partita di qualificazione per il Campionato europeo di calcio 2008, che la nazionale giocò il 6 giugno 2007 contro l'Estonia. La squadra includeva un rientrante Michael Owen, che fu nominato capitano della squadra, e sette esordienti, cinque dei quali furono successivamente convocati nella Nazionale A. Durante la guida di Fabio Capello come C.T. dell'Inghilterra la squadra B non ha disputato alcuna gara.

## Popolarità e scopo
Le partite sono generalmente viste come un modo di far fare esperienza ai giovani giocatori, in modo da prepararli all'esordio con la nazionale maggiore senza però dare loro una presenza diretta. Le gare sono spesso organizzate prima di tornei importanti o prima del Campionato mondiale di calcio per dare l'opportunità ad alcuni giocatori, infortunati o riserve, di giocare una partita contro un avversario importante o per tornare in forma oppure per mettersi in mostra e conquistare così un posto in prima squadra.

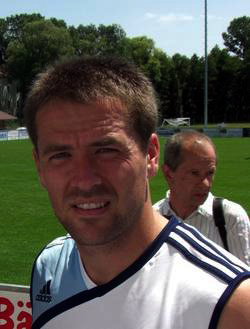
Michael Owen, ultimo capitano della Nazionale B.

Allo stesso tempo, una frangia di tifosi e alcuni giocatori non vedono l'utilità di questo genere di partite, come indicano i pochi spettatori presenti alle partite giocate negli anni '80 e '90 (circa 4.000 persone presenti alle partite giocate in casa). In merito ai giocatori, famoso è l'esempio di Chris Sutton che, convocato per l'Inghilterra B prima del Campionato mondiale di calcio 1998, rifiutò di giocare dichiarando che fosse una perdita di tempo e che avrebbero dovuto convocarlo direttamente in prima squadra. Questa reazione, tuttavia, pregiudicò le sue possibilità di giocare con la Nazionale A nel futuro. Per di più Matt Le Tissier, che nella stessa partita rifiutata da Sutton segnò una tripletta contro la Russia B, non venne a sorpresa convocato per la Coppa del Mondo successiva. D'altra parte, Darren Anderton riuscì a rientrare nel giro della prima squadra dopo un infortunio occorsogli proprio nel 1998, mentre altri giocatori (come il già citato Gascoigne) sfruttarono la squadra B come trampolino di lancio per l'ingresso nella Nazionale A.
Nel 2006, le partite dell'Inghilterra B erano viste come utili, per dare un'occasione a futuri potenziali giocatori per la Nazionale. In particolare, le gare servirono a Aaron Lennon e Peter Crouch per conquistare un posto per il Campionato mondiale di calcio 2006 e servirono a Michael Owen e Sol Campbell, entrambi reduci da infortunio, per recuperare la forma. In totale, 12 giocatori della squadra B del 2006 furono poi convocati per la partecipazione alla Coppa del Mondo 2006. Nella partita della squadra B contro la Bielorussia precedente al Mondiale, il portiere Robert Green subì però un infortunio che pregiudicò la sua partecipazione al Campionato del Mondo.

## Statistiche di squadra

### Risultati recenti
Inghilterra B 3 - 1 Albania  - giocata a Turf Moor, Burnley, il 25 maggio 2007.
 Inghilterra B 1 - 2 Bielorussia  - giocata al Madejski Stadium, Reading, il 25 maggio 2006.

### Statistiche generali e record
|                          | Giocate | Vinte | Pareggiate | Perse | Abbandonate |
| ------------------------ | ------- | ----- | ---------- | ----- | ----------- |
| Contro altre nazionali   | 19      | 15    | 2          | 2     | 0           |
| Contro altre nazionali B | 36      | 22    | 7          | 6     | 1           |
| Contro altre squadre     | 2       | 1     | 0          | 1     | 0           |
| Totale                   | 57      | 38    | 9          | 9     | 1           |

- Più alto numero di spettatori: 60.000 contro Paesi Bassi e Olanda B (per 3 volte) all'Olympisch Stadion, Amsterdam
- Più alto numero di spettatori in partite casalinghe: 43.608 contro i Paesi Bassi a St James' Park, Newcastle, 22 febbraio 1950